# The Tudors
The Tudors is een Iers-Canadese televisieserie, gebaseerd op historische feiten en aangevuld met fictie. De serie werd bedacht en geschreven door Michael Hirst, is gebaseerd op het leven van de Britse monarch Hendrik VIII van Engeland en vernoemd naar de Tudor-dynastie.
De serie werd vanaf 2010 uitgezonden door RTL 8. Van 8 januari tot 12 maart 2011 werd het eerste seizoen van de serie vertoond op de Vlaamse zender Eén.

## Verhaal
Seizoen 1 laat de vroegste periode van Hendrik VIII zien; zijn regeer-strubbelingen met zowel lokale als internationale politieke intriges. Hij wordt daarbij onder druk gezet om een mannelijke troonopvolger te produceren en stoot zijn eerste vrouw, Catharina van Aragon, af voor de jonge Anna Boleyn.
Seizoen 2 laat zien dat Hendrik hoofd van de Kerk van Engeland is geworden, wat het resultaat is van zijn breuk met de Rooms-Katholieke Kerk, die hem een scheiding van Catharina van Aragon ontzegde. Gedurende zijn dispuut en machtsstrijd met Rome trouwt hij met Anna Boleyn, maar Anna raakt uit Hendriks zicht wanneer ze maar blijft falen om een mannelijke troonopvolger te produceren en hij verlegt zijn aandacht naar Jane Seymour.
Seizoen 3 toont het huwelijk van Hendrik met Jane Seymour en de geboorte van hun zoon, Eduard. Jane sterft na de geboorte van hun zoon. Hendrik trouwt dan met Anna van Kleef. Hij onderdrukt de opstand tegen de afscheiding van de Katholieke Kerk en ontmoet zijn latere vijfde vrouw, Catharina Howard voor het eerst. Het seizoen eindigt met de ondergang van Thomas Cromwell.
Seizoen 4 (laatste seizoen) gaat over Hendriks "onstuimige relatie met zijn laatste twee vrouwen, Catherina Howard en Catharina Parr, en zijn toenemende waanzin."

## Historische onjuistheden
Ondanks de overtuigende kwaliteit van de serie, zijn er toch vele verhaallijnen die niet overeenkomen met de werkelijkheid.
- Catharina van Aragon maakt de indruk een groot aantal jaar ouder te zijn dan haar echtgenoot; in feite scheelde het koppel 6 jaar van elkaar.
- Margareth Tudor is nooit getrouwd geweest met zowel de Portugese koning als Charles Brandon. Het was haar jongere zuster Mary die met Charles Brandon trouwde.
- Henry´s bastaardzoon bij Bessie Blount is niet zo vroeg in zijn kinderjaren gestorven als in de serie. Hij stierf in 1536, exact 1 maand nadat Anna Boleyn gedood werd.
- Anna Boleyn's geheime verloving met Henry Percy is ook weggelaten; in plaats daarvan lijkt ze een vroegere affaire te hebben gehad met Thomas Wyatt.
- Mary Boleyn, Annes zusje, lijkt in de serie alleen maar een zoveelste een-nachtelijke-minnares van Henry; in feite was Mary jarenlang de maîtresse van de koning, en hebben ze samen waarschijnlijk enkele kinderen gekregen.
- Thomas Howard zien we vanaf de dood van Anna Boleyn niet meer terugkeren in de serie. In de realiteit bleef Howard ook na de dood van zijn nichtje actief aan het hof, en was hij degene die Catherine Howard, nog een nichtje van hem, in het spel bracht.
- Jane Seymour wordt ook plotseling in beeld gebracht, maar was in werkelijkheid al even lang als Anna aan het hof.
- Anna van Kleef (1515-1557) heeft na haar scheiding nooit meer het bed met Henry gedeeld, zoals in de serie wél gebeurt.
- Lady Bryan, de gouvernante van Elizabeth en Edward, was in feite de gouvernante van prinses Mary; zij was ten tijde van Edwards geboorte al overleden.
- Thomas Wolsey pleegde geen zelfmoord maar werd ziek toen hij terugkeerde van Londen naar York om daar berecht te worden. Hij stierf in Leicester Abbey en is daar ook begraven.

## Rolverdeling
Vanaf seizoen 1
- Jonathan Rhys Meyers - Hendrik VIII van Engeland (alle seizoenen)
- Maria Doyle Kennedy - Catharina van Aragon (t/m seizoen 2, eenmalig gastoptreden in seizoen 4)
- Natalie Dormer - Anna Boleyn (t/m seizoen 2, eenmalig gastoptreden in seizoen 4)
- Henry Cavill - Charles Brandon, Hertog van Suffolk (alle seizoenen)
- James Frain - Thomas Cromwell, Baron van Essex (t/m seizoen 3)
- Jeremy Northam - Sir Thomas More (t/m seizoen 2)
- Sam Neill - Kardinaal Thomas Wolsey (enkel seizoen 1)
- Henry Czerny - Thomas Howard, Hertog van Norfolk (enkel seizoen 1)
- Callum Blue - Sir Anthony Knivert (enkel seizoen 1)
- Nick Dunning - Thomas Boleyn, Graaf van Wiltshire (t/m seizoen 2)

Vanaf seizoen 2
- Jamie Thomas King - Thomas Wyatt (terugkerende gastrol in seizoen 1, vaste cast in seizoen 2)
- Peter O'Toole - Paus Paulus III (enkel seizoen 2)

Vanaf seizoen 3
- Annabelle Wallis - Jane Seymour (terugkerende gastrol in seizoen 2 gespeeld door Anita Briem, vaste cast enkel seizoen 3, eenmalige gastrol in seizoen 4)
- Joss Stone - Anna van Kleef (1515-1557) (t/m seizoen 4)
- Max von Sydow - Kardinaal Von Waldburg (enkel seizoen 3)
- Alan Van Sprang - Sir Francis Bryan (enkel seizoen 3)
- Gerard McSorley - Robert Aske (enkel seizoen 3)
- Simon Ward - Bisschop Gardiner (t/m seizoen 4)

Vanaf seizoen 4
- Tamzin Merchant - Catharina Howard (eenmalige gastrol in seizoen 3, vaste cast in seizoen 4)
- Joely Richardson - Catharina Parr (enkel seizoen 4)
- Torrance Coombs - Thomas Culpeper (terugkerende gastrol in seizoen 3, vaste cast in seizoen 4)
- Sarah Bolger - Mary Tudor (terugkerende gastrol in seizoen 2 en 3, vaste cast in seizoen 4)
- Max Brown - Edward Seymour, Graaf van Hertford (terugkerende gastrol in seizoen 2 en 3, vaste cast in seizoen 4)
- Lothaire Bluteau - Ambassadeur Charles de Marillac (enkel seizoen 4)
- David O'Hara - Henry Howard, Graaf van Surrey (enkel seizoen 4)